# Congolese Orde van Verdienste
De Congolese Orde van Verdienste (Frans: Ordre du Mérite Congolais) werd na de onafhankelijkheid van Belgisch-Congo in 1960 gesticht. De orde bestaat uit de gebruikelijke vijf graden.
Het kleinood is een rood geëmailleerde achtarmige ster die enigszins lijkt op de Orde van Sint-Michaël en Sint-George. Congo brak daarmee, anders dan de omliggende Franse ex-koloniën met het voorbeeld van de Europese koloniale ridderorden, in casu de Belgische Orde van de Leeuw, de Orde van Leopold II en de Orde van de Afrikaanse Ster. Het lint is in drie gelijke strepen rood-donkerblauw-rood.
In de eerste jaren van de onafhankelijkheid werd de hoogste graad, het grootlint, ook aan bezoekende staatshoofden verleend, zo ook aan maarschalk Tito die op 10 september 1975 werd onderscheiden.

## Decorati
- Mohammed VI van Marokko, (Grootkruis)